# Джескогон
Джескогон — упразднённый посёлок в Зейском районе Амурской области России. Исключен из учётных данных в 1974 году.

## География
Посёлок располагался на правом берегу реки Сирик-Макит в месте впадения в неё ручья Джескогон, на расстоянии примерно 42 километров (по прямой) к юго-востоку поселка Огорон.

## История
По данным 1926 года на прииске Трёх-Святительском имелось 14 хозяйств и проживало 15 человек (13 мужчин и 2 женщины). В национальном составе населения преобладали китайцы. В административном отношении входил в состав Дамбукинского сельсовета Зейского района Зейского округа Дальневосточного края.
Решением Амурского исполкома от 7 июня 1974 года № 253, посёлок Джескогон исключен из учётных данных как несуществующий.